# Дібровська сільська рада (Довбишський район)
Дібровська сільська рада (до 1946 року — Дерманська сільська рада, деколи — Дібрівська сільська рада, Дерманківська сільська рада) — колишня адміністративно-територіальна одиниця та орган місцевого самоврядування в Довбишському (Мархлевському, Щорському) і Баранівському районах Волинської округи, Київської та Житомирської областей Української РСР з адміністративним центром у селі Дібрівка.

## Населені пункти
Сільській раді на час ліквідації були підпорядковані населені пункти:
- с. Дібровка

## Населення
Станом на 1927 рік, чисельність населення ради становила 1 047 осіб, з них польського походження — 523 (50 %); кількість домогосподарств — 219.
Кількість населення ради, станом на 1931 рік, становила 1 147 осіб.

## Історія та адміністративний устрій
Створена 1 вересня 1925 року, з назвою Дерманська (Дерманківська), в складі новоствореного Довбишського (згодом — Мархлевський) району, з підпорядкуванням с. Дерманка та колонії Ріг Кам'янобрідської сільської ради Баранівського району Житомирської (згодом — Волинська) округи. 17 жовтня 1935 року, після ліквідації Мархлевського району, раду передано до складу Баранівського району Київської області.
14 травня 1939 року, відповідно до указу Президії Верховної ради УРСР «Про утворення Щорського району Житомирської області», увійшла до складу новоствореного Щорського (згодом — Довбишський) району. Станом на 1 жовтня 1941 року кол. Ріг не перебуває на обліку населених пунктів.
7 червня 1946 року, відповідно до указу Президії Верховної ради Української РСР «Про збереження історичних найменувань та уточнення і впорядкування існуючих назв сільрад і населених пунктів Житомирської області», сільську раду перейменовано на Дібровську, внаслідок перейменування центру ради на с. Дібровка.
Станом на 1 вересня 1946 року Дібровська сільська рада входила до складу Довбишського району Житомирської області, на обліку в раді перебувало с. Дібровка.
Ліквідована 11 серпня 1954 року, відповідно до указу Президії Верховної ради УРСР «Про укрупнення сільських рад по Житомирській області», територію та с. Дібровка приєднано до складу Кам'янобрідської селищної ради Довбишського району Житомирської області.